# 四十年四十个第一
《四十年四十个第一》（The Forty First of Forty Years）是由中央广播电视总台制作，纪念改革开放40周年的纪录片。
中国中央电视台科教频道于2018年12月12日至31日每晚21:00两集连播。香港TVB無綫財經·資訊台于2020年3月6日至7月24日每周五21:30播出，设有粤语配音。此外，香港開電視于2020年7月26日起每周日17:30播出后期制作版，並由李　臻、衛鏡伊主持。

## 分集
括号内所注明的事物为该集所主要介绍事物。
| 集数   | 名称                                                                       | 央视十套首播日期 |
| ------ | -------------------------------------------------------------------------- | ---------------- |
| 第1集  | 《第一家个体饭店》（北京悦宾饭店）                                         | 2018年12月12日   |
| 第2集  | 《第一批五星级酒店》（广州白天鹅宾馆）                                     | 2018年12月12日   |
| 第3集  | 《第一次举办国际马拉松赛》（北京国际马拉松赛）                             | 2018年12月13日   |
| 第4集  | 《第一个手机用户》                                                         | 2018年12月13日   |
| 第5集  | 《第一批自主培养的博士》                                                   | 2018年12月14日   |
| 第6集  | 《第一家卡拉OK厅》                                                         | 2018年12月14日   |
| 第7集  | 《第一批农村万元户》                                                       | 2018年12月15日   |
| 第8集  | 《第一所老年大学》                                                         | 2018年12月15日   |
| 第9集  | 《第一张居民身份证》（歌唱家单秀荣领取到了第一张中华人民共和国居民身份证） | 2018年12月16日   |
| 第10集 | 《第一批信用卡》（中国银行珠海分行中银卡）                                 | 2018年12月16日   |
| 第11集 | 《第一家现代管理出租汽车公司》（广州白云出租汽车公司）                     | 2018年12月17日   |
| 第12集 | 《第一家中国内地自选超市》（广州友谊超市）                                 | 2018年12月17日   |
| 第13集 | 《第一座城市高架桥》（广州人民路高架路）                                   | 2018年12月18日   |
| 第14集 | 《第一家婚姻介绍所》（广州市青年婚姻介绍所）                               | 2018年12月18日   |
| 第15集 | 《第一批小商品市场》（浙江义乌）                                           | 2018年12月19日   |
| 第16集 | 《第一个个体户》（章华妹，浙江温州籍商人）                                 | 2018年12月19日   |
| 第17集 | 《第一届春节联欢晚会》                                                     | 2018年12月20日   |
| 第18集 | 《第一所希望小学》                                                         | 2018年12月20日   |
| 第19集 | 《第一部国产电视连续剧》（《敌营十八年》）                                 | 2018年12月21日   |
| 第20集 | 《第一条电视广告》（上海电视台播放的“参杞药酒”广告）                       | 2018年12月21日   |
| 第21集 | 《第一届中国电影金鸡奖》                                                   | 2018年12月22日   |
| 第22集 | 《第一次国际维和》                                                         | 2018年12月22日   |
| 第23集 | 《第一个世界级非遗》（昆曲）                                               | 2018年12月23日   |
| 第24集 | 《第一次极地科考》                                                         | 2018年12月23日   |
| 第25集 | 《第一座双奥城市》（北京市）                                               | 2018年12月24日   |
| 第26集 | 《第一次举办世博会》（上海世博会）                                         | 2018年12月24日   |
| 第27集 | 《第一条自主研发的高铁》（京津城际铁路）                                   | 2018年12月25日   |
| 第28集 | 《第一次成功开采页岩气》（涪陵第一口页岩气）                               | 2018年12月25日   |
| 第29集 | 《第一批新能源汽车》                                                       | 2018年12月26日   |
| 第30集 | 《第一艘载人潜水器“蛟龙号”》                                               | 2018年12月26日   |
| 第31集 | 《第一批全自动化码头——青岛港》                                             | 2018年12月27日   |
| 第32集 | 《自主研发挖泥船“天鲲号”》                                                 | 2018年12月27日   |
| 第33集 | 《第一架国产大飞机C919》                                                   | 2018年12月28日   |
| 第34集 | 《第一座深海渔场》（“深蓝一号”）                                           | 2018年12月28日   |
| 第35集 | 《特高压输电工程》                                                         | 2018年12月29日   |
| 第36集 | 《第一个国家公园——三江源》                                                 | 2018年12月29日   |
| 第37集 | 《可燃冰试采平台——蓝鲸号》                                                 | 2018年12月30日   |
| 第38集 | 《三代核电技术“华龙一号”》                                                 | 2018年12月30日   |
| 第39集 | 《港珠澳大桥》                                                             | 2018年12月31日   |
| 第40集 | 《北京大兴国际机场》                                                       | 2018年12月31日   |